# Ney Dávid (operaénekes, 1905–1945)
„Ifj.” Ney Dávid (Budapest, 1905. szeptember 18. – Hörsching, 1945. június 1.) operaénekes (tenor). nagybátyja Ney Bernát operaénekes, unokatestvére Ney Tibor hegedűművész, felesége Darvas Ibolya szoprán.

## Élete
Az Országos Magyar Királyi Színiakadémia elvégzése után 1926-ban a Magyar Színház színésze lett. Ebben a műfajban nem érezte jól magát, a következő évben beiratkozott a Zeneakadémia ének szakára, ahová kezdetben színházi munkájával párhuzamosan járt.
Az 1929–30-as évadban ösztöndíjasként szerződtette az Operaház, a következő évadtól rendes tag. Főként Wagner-szerepeket énekelt, de repertoárjához sok comprimario alakítás is tartozott.

A The New York Times az 1937. november 21-i News from Hungary című cikkében így emlékszik a Hubay két operáját játszó akkori előadásra, melyben Ney Dávid is említést kap: 

„Hubay Jenő, a híres magyar hegedűművész és pedagógus tiszteletére,  két operája, A milói Vénusz és A cremonai hegedűs került  előadásra a közelmúltban a budapesti Királyi Operaházban.   ... Az  előadás új volt, valamint az előadók is, köztük: Palló Imre mint Skopas, Halmos János mint Praxiteles, Komáromy Pál mint Midias, Lendvai Andor mint Telemachos,  Ney Dávid mint Periclytus, Koréh Endre mint Panurgos, Tutsek Piroska mint Clythia és Dobay Lívia mint Chloe.
”

A második zsidótörvény miatt az 1938–39-es évad végén őt is eltávolították az intézményből, ekkortól csak az OMIKE Művészakciója keretében léphetett fel. Rendszeresen énekelt zsinagógákban is.
1944-ben munkaszolgálatra hívták be. Innen hurcolták a gunskircheni koncentrációs táborba. Az itt szerzett tífuszfertőzésbe már a felszabadulás után, a lágerhez tartozó hörschingi kórházban halt bele.

## Szerepei
- Ludwig van Beethoven: Fidelio – Florestan; Első fogoly
- Vincenzo Bellini: Norma – Flavio
- Berté Henrik: Három a kislány – Franz Schubert
- Léo Delibes: Lakmé – Egy domben
- Gaetano Donizetti: Lammermoori Lucia – Normann
- Gaetano Donizetti: Don Pasquale – A jegyző
- Erkel Ferenc: Bánk bán – Sólom mester
- Erkel Ferenc: István király – Béla
- Goldmark Károly: Téli rege – Dion
- Jacques Fromental Halévy: A zsidónő – Udvarmester
- Harmath Imre: Békebeli béke – Báró Fodor
- Hubay Jenő: Az álarc – Rivoire
- Hubay Jenő: A milói Vénusz – Perikleitosz
- Ruggero Leoncavallo: Bajazzók – Első pór; Második pór
- Jules Massenet: Thaïs – I. cenobita
- Giacomo Meyerbeer: A hugenották – Bois Rosé; Inas
- Wolfgang Amadeus Mozart: A varázsfuvola – Első pap
- Modeszt Petrovics Muszorgszkij: Borisz Godunov – Hruscsov
- Modeszt Petrovics Muszorgszkij: Hovanscsina – Sztresnyev
- Jacques Offenbach: Hoffmann meséi – Nathanaël
- Robert Planquette: Rip van Winkle – Egy hadnagy
- Poldini Ede: A csavargó és a királyleány – Követ
- Amilcare Ponchielli: La Gioconda – Isepo
- Giacomo Puccini: Pillangókisasszony – Jamadori herceg
- Richard Strauss: Salome – Narraboth
- Richard Strauss: A rózsalovag – Olasz énekes; A tábornagyné udvarmestere
- Giuseppe Verdi: A trubadúr – Ruíz
- Giuseppe Verdi: Rigoletto – Borsa; Porkoláb
- Giuseppe Verdi: Álarcosbál – Főbíró
- Giuseppe Verdi: Aida – Hírnök
- Giuseppe Verdi: Otello – Roderigo
- Richard Wagner: A bolygó hollandi – Erik
- Richard Wagner: Tannhäuser – Heinrich der Schreiber
- Richard Wagner: A nürnbergi mesterdalnokok – Walther von Stolzing; Ulrich Eißlinger
- Richard Wagner: Trisztán és Izolda – Melot
- Richard Wagner: A Rajna kincse – Froh
- Richard Wagner: A walkür – Siegmund
- Richard Wagner: Az istenek alkonya – Második vitéz
- Richard Wagner: Parsifal – Első Grál-lovag